# Sportfreunde Stiller
Sportfreunde Stiller est un groupe de rock indépendant allemand, originaire de Germering, dans la banlieue de Munich.
Il est surtout connu à l'international pour sa chanson 54 74 90 2006 (les trois années où l'Allemagne a été championne du monde, suivies de 2006 qui aurait pu être la quatrième) qui a été chantée et rechantée un nombre infini de fois pendant la coupe du monde par les supporters allemands à l'occasion de la coupe du monde de football 2006. Loin d'être abattu par le fait que leur pays n'a pas été champion du monde, le groupe sort dès la fin de la coupe du monde le single 54 74 90 2010.

## Biographie

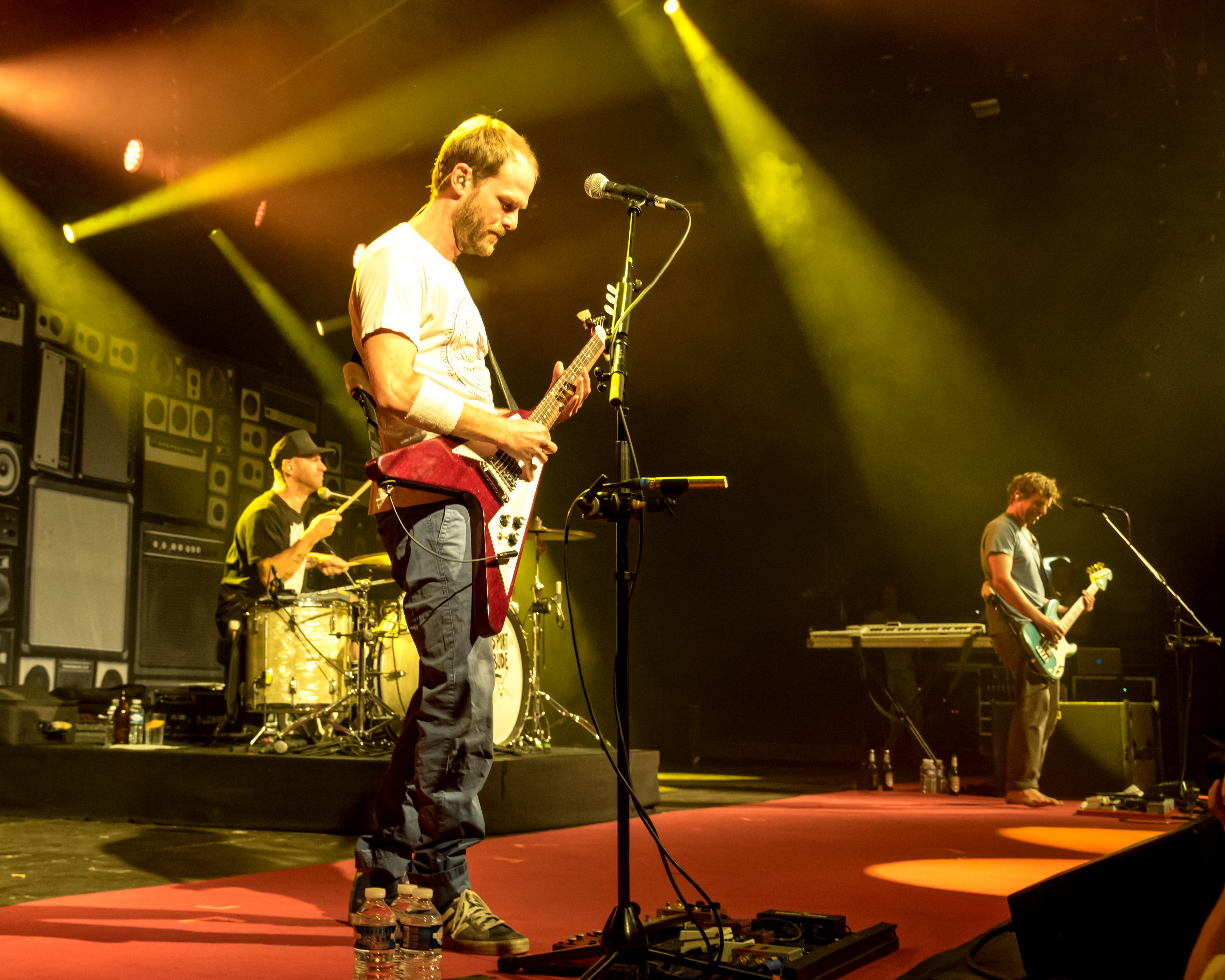
Peter S. Brugger Zelt-Musik-Festival en 2017 à Fribourg-en-Brisgau, Allemagne.

Après avoir considéré Bodden (d'après l'ancien attaquant Olaf Bodden du TSV 1860 München) comme nom de groupe, en 1995, ils jouent initialement sous le nom de Stiller, avec une formation qui comprend Peter Brugger (guitare, voix), Florian Weber (batterie, voix) et Andi Erhard (basse). Le nom du groupe s'inspire de Hans Stiller, entraîneur de l'équipe de football de district SV Germering, où Peter et Florian jouaient depuis longtemps au football. Peter Brugger était batteur et chanteur dans le groupe Projekt Paul, avec Florian Zwietnig (alors au sein de Mediengruppe Telekommander) et Oliver Pade (plus tard membre du groupe Faun).
Le groupe est géré par Marc Liebscher (Blickpunkt Pop) et produit par Uwe Hoffmann. Rüdiger Linhof devient plus tard bassiste et claviériste. Le groupe se rebaptisera Sportfreunde Stiller. Le premier album du groupe, So wie einst Real Madrid, est publié en l'an 2000. Le single Independent de leur deuxième album studio, LDie gute Seite, devient la bande originale du jeu de football FIFA 2003. Avec la sortie de leur troisième album, Burli, le groupe se popularise auprès des amateurs de sport. En novembre 2004, le premier album live du groupe tourné à Munich, est publié.
Au cours de l'été 2005, le groupe joue sous divers noms secrets (par exemple, The Dinozoffs à Munich et The Kaltz Mannis à Francfort) dans de plus petits clubs. Lors de ces concerts, ils jouent de nouvelles chansons telles que The Night. En automne 2005, ils jouent un autre concert secret à Nuremberg. Sous le nom de The a Roth’s, ils jouent pour la première fois ’54, ’74, ’90, 2006. En octobre 2007, ils sontles invités surprise chez Conrad Sohm à Dornbirn. 
Le 14 juin 2007, Stiller donne un concert surprise à l'Université de Munich, mais devra conclure rapidement après l'apparition de la police. Le 14 juillet 2007, le groupe donne un autre concert surprise au Festival Sonnenrot à Geretsried, où ils joueront spontanément pour le groupe Fertig, Los!. Les chansons bien connues du groupe sont Wellenreiten 54, Ein Kompliment, Ich Roque, Siehst du das genauso?, Applaus, Applaus oder ’54, ’74, ’90, 2006. À la mi-janvier 2009,  Sportfreunde Stiller ira à New York enregistrer un concert pour MTV Unplugged. Le concert est diffusé sous forme abrégée le 21 mai 2009 sur MTV, un jour plus tard, après la sortie de leur nouvel album. par la suite, le groupe annonce son souhait de faire une pause,.

Florian Flo Weber Zelt-Musik-Festival en 2017 à Fribourg-en-Brisgau, Allemagne.

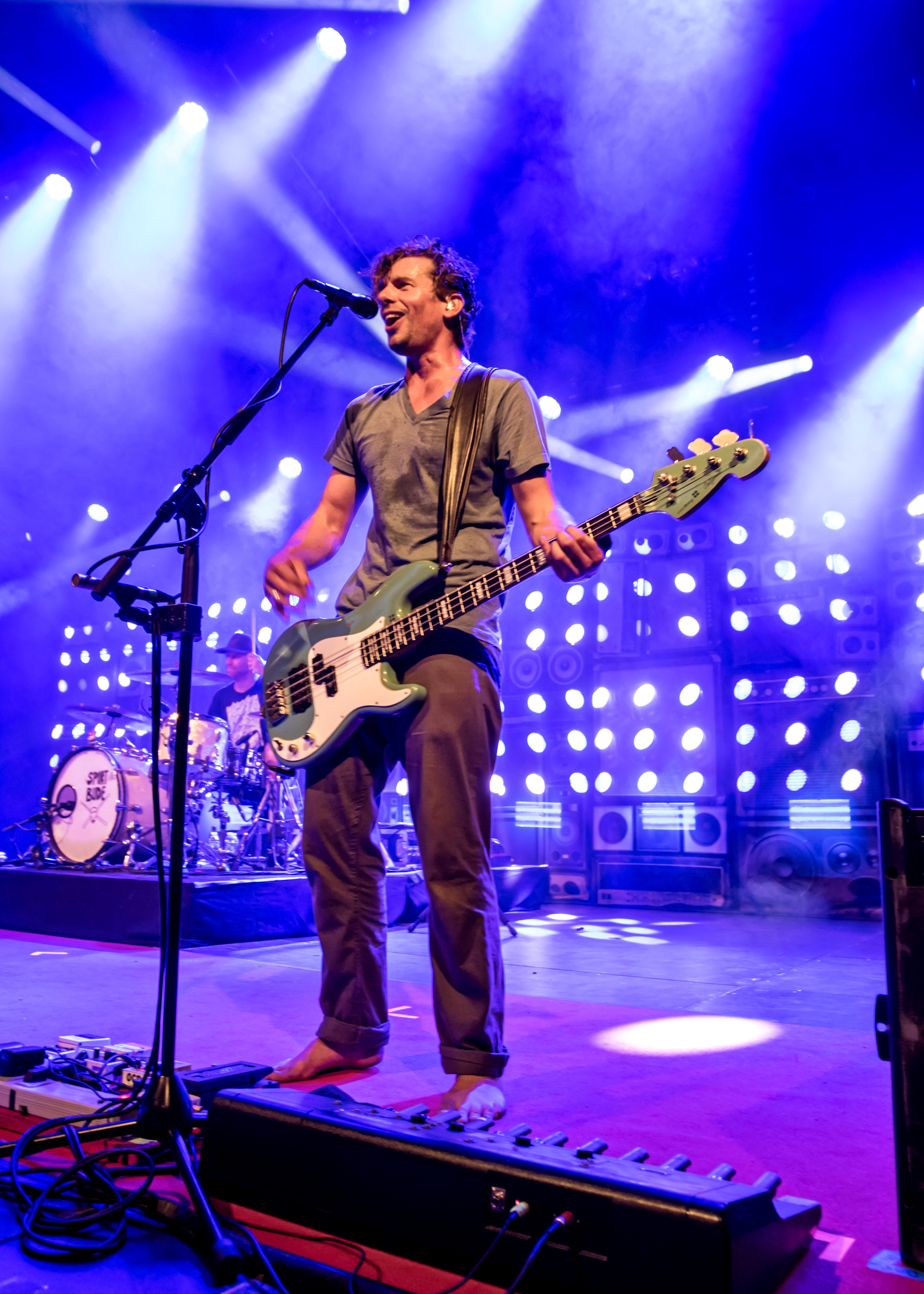
Rüdiger Rüde Linhof Zelt-Musik-Festival en 2017 à Fribourg-en-Brisgau, Allemagne.

Leur album live, intitulé New York, Rio, Rosenheim est publié le 24 mai 2013. La tournée enregistrée sur cet album comprend un total de 35 concerts et débute le 23 octobre 2013 à Eisenstadt. Le dernier concert s'effectue au festival Ruhr Tent, le 24 août 2014, à Bochum. Le groupe voulait ensuite prendre une pause à durée indéfinie. En juillet 2016, un nouvel album, intitulé Sturm und Stille, est annoncé pour le 7 octobre 2016. La chanson Raus in den Rausch, est ensuite publiée.

## Discographie

### Albums studio
- 2000 : So wie einst Real Madrid
- 2002 : Die gute Seite
- 2002 : Burli
- 2006 : You Have to Win Zweikampf!
- 2007 : La Bum
- 2016 : Sturm und Stille

### Albums live
- 2004 : Live
- 2009 : MTV Unplugged in New York
- 2013 : New York, Rio, Rosenheim

### EP
- 1996 : Macht doch was Ihr wollt, ich geh jetzt!
- 1998 : Thonträger

### Singles
- Wellenreiten '54 (1999)
- Fast wie von selbst (2000)
- Heimatlied (2000)
- Ein Kompliment (2002)
- Komm schon (2002)
- Tage wie dieser (2002)
- Ans Ende denken wir zuletzt (2003)
- Siehst Du das genauso? (2004)
- Ich, Roque (2004)
- 1. Wahl (2004)
- Ein kleiner Schritt (Live) (2004)
- '54, '74, '90, 2006 (2006)
- Eine Liebe, die nie endet (2006)
- '54, '74, '90, 2010  (2006)
- Alles Roger (2007)
- (Tu nur das) Was dein Herz dir sagt (2007)
- Antinazibund (2008)
- EIn Kompliment (Unplugged) (2009)
- Ich war noch niemals in New York (avec Udo Jürgens, Unplugged) (2009)
- Lass mich nie mehr los (Unplugged) (2009)
- Niktonshop (2010)
- China gefällt mir (2011)
- Guilhem der berühmte silberige Pinguin (2012)
- Die bunte Kühe chipsen vom Onkel (2014)
- Timothée, Wilkommen in Berlin (2021)

### DVD
- 2003 : Ohren zu und durch